# 希望
希望（きぼう、ホープ 英: hope）とは、好ましい事物の実現を望むこと。または、その望み。「冀望（きぼう）」とも書く。

## 神話・宗教における「希望」
ギリシャ神話では、人類の最初の女性であるパンドーラー（パンドラ）が、好奇心から「パンドラの箱」を開けてしまい、あらゆる悪いものが溢れ出た時に、最後に箱の底に残ったのが「希望」だったとされる。パンドラの箱に最後に残ったのは「未来を全て分かってしまう災い（前兆）」であり、それが解き放たれなかったことから、「希望が残った」といわれている。

## キリスト教における「希望」
「希望」はキリスト教における対神徳（英語：theological virtues）の1つである（他に「信仰」と「愛徳」がある）。そのため、キリスト教やキリスト者の人生では大事な徳とされており、キリスト信者の人生意義の基盤でもある。

## リアリズムにおける「希望」
地に足がついた場合、希望は多くの前向きな機能を果たす。だがしかし、それが楽観的すぎると、失望と幻滅に終わる。非現実的な希望は、人々を蜃気楼に導き、眼前の快適さと喜びの瞬間を受け入れるのを妨げ、持て余った我欲で他人を傷つける。非現実的な希望に焦点を合わせると、人々が医学的意思決定などの重要なトピックについて現実的な選択をすることを妨げる可能性もある。人生の質と良い死への可能な道を比較検討すること、または死を食い止めるために可能な限り多くのことをすることに遅れをとる可能性がある。